# Mondeling examen
Een mondeling examen is een evaluatiemethode waarbij door een vraaggesprek tussen de docent en de student (of leraar en leerling) wordt getoetst in welke mate de laatste de leerstof beheerst. 
Een mondeling examen wordt vooral gebruikt om inzichten te krijgen die schriftelijk moeilijker na te gaan zijn, zoals:
- Toetsing van spreekvaardigheid
- Toetsing om een standpunt of mening te verdedigen
- Toetsing van kritisch denken
- Toetsing van verwoorden van argumenteren

Bij een mondeling examen wordt voornamelijk gewerkt met een aantal open vragen (een open vraag is een vraag die begint met "wat", "waarom", "hoe"... en die niet direct met "ja" of "nee" beantwoord kan worden, dus waar een uitgebreid antwoord op verwacht wordt). Er kunnen bij het mondeling examen vragen gesteld worden voor meer verduidelijking van het antwoord van de student. Op een mondeling examen kunnen ook vragen gesteld worden die niet schriftelijk kunnen worden voorbereid. Dit vereist van de student een snelle en directe beantwoording van de vraag, waarmee ook de reproductiesnelheid van de leerstof geëvalueerd wordt.
In een mondeling examen komen meestal geen meerkeuzevragen of ja/nee-vragen voor. Meestal krijgt men een schriftelijke voorbereidingstijd en moet men het antwoord mondeling beargumenteren.
Een mondeling examen is een verplicht onderdeel in het staatsexamen.